# Argostemma trichosanthes
Argostemma trichosanthes är en måreväxtart som beskrevs av Elmer Drew Merrill. Argostemma trichosanthes ingår i släktet Argostemma och familjen måreväxter. Inga underarter finns listade i Catalogue of Life.